# Kopana (powiat piaseczyński)
Kopana – wieś sołecka w Polsce, położona w województwie mazowieckim, w powiecie piaseczyńskim, w gminie Tarczyn.
| SIMC    | Nazwa        | Rodzaj    |
| ------- | ------------ | --------- |
| 0009202 | Pamiątka     | część wsi |
| 0009219 | Skrzeczeniec | część wsi |
| 0009225 | Stara Kopana | część wsi |

Wieś szlachecka położona była w drugiej połowie XVI wieku w powiecie tarczyńskim ziemi warszawskiej województwa mazowieckiego. W latach 1954–1961 wieś należała i była siedzibą władz gromady Kopana, po jej zniesieniu w gromadzie Lesznowola. W latach 1975–1998 miejscowość administracyjnie należała do województwa warszawskiego.
Na wschodnim krańcu wsi znajduje się dawny przystanek kolejowy Pawłowice Kopana, który od 1914 do 1991 roku obsługiwał rozkładowy ruch pasażerski.